# Рогавчина
Рогавчина је насеље у Србији у општини Александровац у Расинском округу. Према попису из 2022. има 66 становника (према попису из 2011. било је 117 становника).

## Демографија
У насељу Рогавчина живи 192 пунолетна становника, а просечна старост становништва износи 50,9 година (50,2 код мушкараца и 51,6 код жена). У насељу има 78 домаћинстава, а просечан број чланова по домаћинству је 2,74.
Ово насеље је великим делом насељено Србима (према попису из 2002. године), а у последња три пописа, примећен је пад у броју становника.
|  |

| Демографија | Демографија | Демографија |
| Година      | Становника  | Становника  |
| ----------- | ----------- | ----------- |
| 1948.       | 951         |             |
| 1953.       | 831         |             |
| 1961.       | 1.091       |             |
| 1971.       | 829         |             |
| 1981.       | 687         |             |
| 1991.       | 410         | 408         |
| 2002.       | 214         | 221         |
| 2011.       | 117         |             |
| 2022.       | 66          |             |

| Етнички састав према попису из 2002.‍ | Етнички састав према попису из 2002.‍ | Етнички састав према попису из 2002.‍ | Етнички састав према попису из 2002.‍ | Етнички састав према попису из 2002.‍ |
| ------------------------------------ | ------------------------------------ | ------------------------------------ | ------------------------------------ | ------------------------------------ |
|                                      |                                      |                                      |                                      |                                      |
| Срби                                 | Срби                                 |                                      | 213                                  | 99,53%                               |
| непознато                            | непознато                            |                                      | 1                                    | 0,46%                                |

| Година пописа     | 1948. | 1953. | 1961. | 1971. | 1981. | 1991. | 2002. |
| ----------------- | ----- | ----- | ----- | ----- | ----- | ----- | ----- |
| Број домаћинстава | 133   | 184   | 153   | 159   | 152   | 122   | 78    |

| Број чланова      | 1  | 2  | 3  | 4 | 5 | 6 | 7 | 8 | 9 | 10 и више | Просек |
| ----------------- | -- | -- | -- | - | - | - | - | - | - | --------- | ------ |
| Број домаћинстава | 19 | 29 | 10 | 4 | 8 | 5 | 3 | 0 | 0 | 0         | 2,74   |

| Пол    | Укупно | Неожењен/Неудата | Ожењен/Удата | Удовац/Удовица | Разведен/Разведена | Непознато |
| ------ | ------ | ---------------- | ------------ | -------------- | ------------------ | --------- |
| Мушки  | 102    | 30               | 59           | 12             | 0                  | 1         |
| Женски | 94     | 13               | 57           | 24             | 0                  | 0         |
| УКУПНО | 196    | 43               | 116          | 36             | 0                  | 1         |

| Пол    | Укупно                    | Пољопривреда, лов и шумарство | Рибарство                            | Вађење руде и камена | Прерађивачка индустрија       |
| ------ | ------------------------- | ----------------------------- | ------------------------------------ | -------------------- | ----------------------------- |
| Мушки  | 57                        | 34                            | 0                                    | 0                    | 1                             |
| Женски | 43                        | 39                            | 0                                    | 0                    | 1                             |
| УКУПНО | 100                       | 73                            | 0                                    | 0                    | 2                             |
| Пол    | Производња и снабдевање   | Грађевинарство                | Трговина                             | Хотели и ресторани   | Саобраћај, складиштење и везе |
| Мушки  | 2                         | 9                             | 2                                    | 4                    | 3                             |
| Женски | 0                         | 1                             | 0                                    | 2                    | 0                             |
| УКУПНО | 2                         | 10                            | 2                                    | 6                    | 3                             |
| Пол    | Финансијско посредовање   | Некретнине                    | Државна управа и одбрана             | Образовање           | Здравствени и социјални рад   |
| Мушки  | 0                         | 0                             | 1                                    | 0                    | 0                             |
| Женски | 0                         | 0                             | 0                                    | 0                    | 0                             |
| УКУПНО | 0                         | 0                             | 1                                    | 0                    | 0                             |
| Пол    | Остале услужне активности | Приватна домаћинства          | Екстериторијалне организације и тела | Непознато            | Непознато                     |
| Мушки  | 1                         | 0                             | 0                                    | 0                    | 0                             |
| Женски | 0                         | 0                             | 0                                    | 0                    | 0                             |
| УКУПНО | 1                         | 0                             | 0                                    | 0                    | 0                             |